# Tétouan
Tétouan, o Tetuan (AFI: /titˤwaːn/, in arabo تطوان‎?, Tiṭṭawān; in berbero ⵜⵉⵟⵟⴰⵡⵉⵏ, Tiṭṭawin; in spagnolo Tetuán, in italiano antico: Tetuana), è una città del Marocco settentrionale, sita sulle pendici del Jbel Dersa. Ex capitale del protettorato spagnolo, è ancora capoluogo amministrativo del Rif occidentale ed è un importante centro industriale e commerciale nei settori alimentari, del tessile e del cemento. È soprannominata la "Colomba Bianca".

## Storia
Anticamente era una roccaforte militare per le operazioni contro Ceuta, fondata tra il 1305 e il 1307 dal sultano merinide Abu Thabit 'Amir. Diventò presto centro di guerra di corsa, tanto che nel 1399 la città fu distrutta da Enrico III di Castiglia e i suoi abitanti furono uccisi o deportati.
Rifiorì all'inizio del XVI secolo grazie all'arrivo di molti musulmani andalusi ed ebrei sefarditi rifugiatisi in Marocco dopo la cacciata dalla Spagna nel 1492 pronunciata con il decreto di Alhambra. L'immigrazione continuò fino al XVII secolo, soprattutto dopo il decreto di espulsione dei Moriscos voluto da Filippo III nel 1609. Questi flussi migratori comportarono l'introduzione delle usanze raffinate e delle eleganti forme dell'arte ispano-moresca. La città subì il blocco navale da parte di Filippo II nel 1565 e perse la raggiunta importanza commerciale, che riacquistò sotto il regno di Mulay Ismāʿīl grazie allo sviluppo delle relazioni commerciali con l'Europa. Nel XIX secolo fu coinvolta nelle lotte fra Spagna e Inghilterra per la supremazia della regione, venne occupata dal 1860 al 1862 dalla Spagna e poi restituita al Marocco. Ritornò spagnola nel 1913 e tale rimase fino all'indipendenza del Marocco.

## Monumenti e luoghi d'interesse

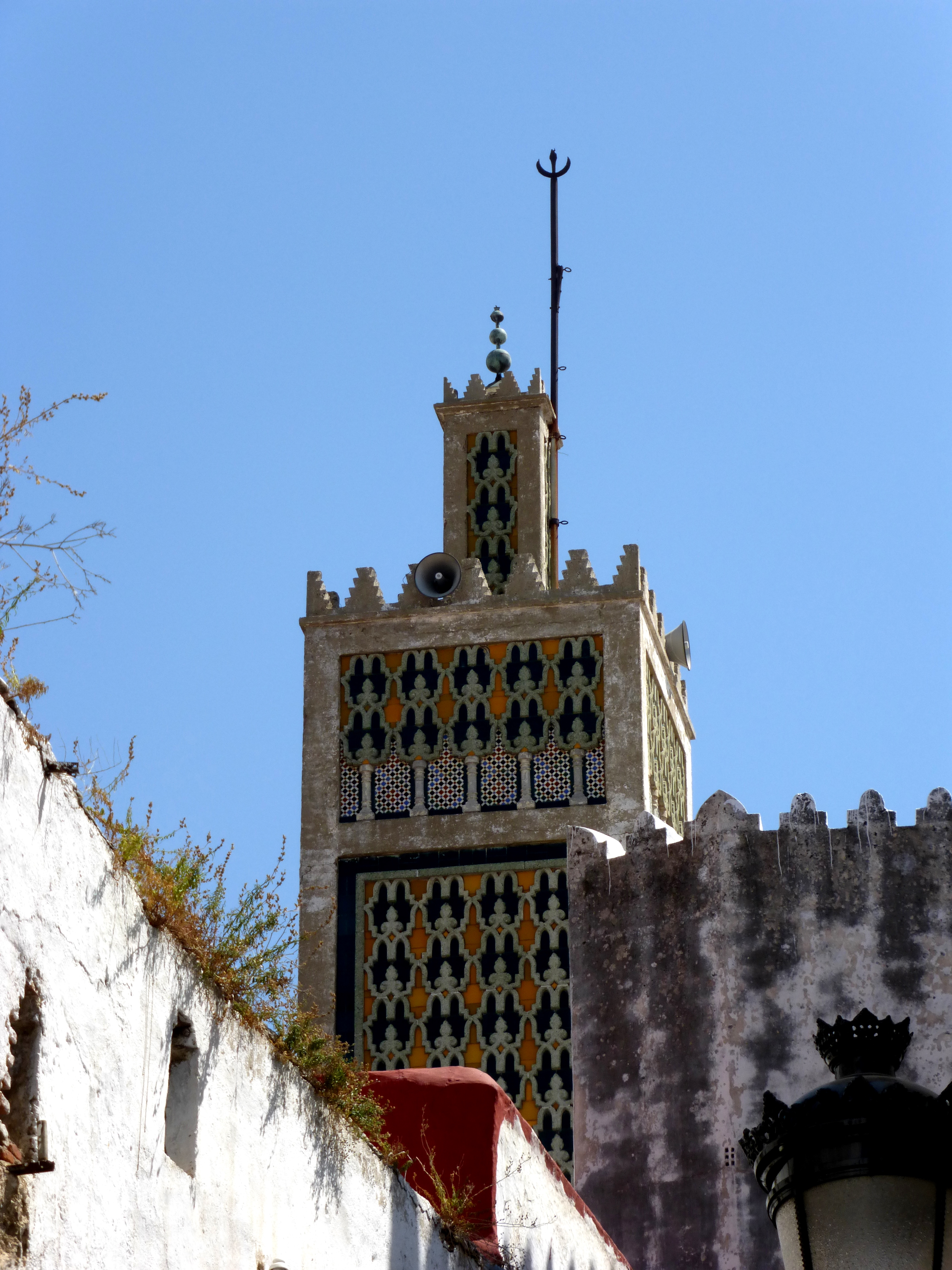
Un caratteristico minareto.

Come altre città marocchine ha quartieri di stampo europeo e la medina (città vecchia), circondata tuttora su tre lati da spesse mura e sovrastata dalla casba (cittadella militare), è un labirinto di scalette, di strade strette e tortuose che s'internano a volte nelle case e si slargano in piccole piazzette. Negli suq ci sono botteghe artigianali di ricamatrici, armaioli, tintori, conciatori di pelli, ed altre attività varie, all'interno della medina si trova il mellah, il quartiere ebraico.
Nel Museo etnografico e d'arte marocchina, fondato nel 1926 e trasferito nel 1945 in una ex fortezza, le collezioni d'artigianato mostrano le tradizioni e le usanze del Marocco del nord, con i mobili, i tappeti, i ricami, le ceramiche, gli abiti tradizionali maschili e femminili usati nelle campagne, il vasellame, le suppellettili e gli utensili che rivelano l'influenza araba andalusa. Interessanti la collezione di strumenti musicali, la ricostruzione di una cerimonia nuziale e di una cucina con i forni usati per cuocere il pane, le carni e le verdure. Una sala è dedicata alle armi bianche e da fuoco compreso un piccolo cannone. Il Museo è situato attorno a un giardino andaluso con una fontana adorna di mosaici.
Un altro museo il "Museo Archeologico" raccoglie soprattutto reperti della colonia romana Lixus con il famoso mosaico raffigurante le tre Grazie, oggetti in oro, bronzetti, fra i quali le statuette di Leda, di Ercole che solleva Anteo, di Teseo che abbatte il Minotauro, che risalgono al I secolo.
Interessanti anche molti altri oggetti provenienti da scavi in località presso Tetuan: frammenti di ceramiche, bruciaprofumi punici, una collezione di monete romane, un'altra di ceramiche puniche, preromane e romane e serie di pesi romani, gioielli, lampade ad olio, strumenti vari per la pesca, la tessitura, la chirurgia ed altri.

L'ingresso è vietato al palazzo del Khalifa perché oggi è uno dei tanti palazzi reali che il re ha in diverse città del Marocco, ed era all'epoca del protettorato residenza del sultano. Eretto nel XVII secolo e modificato nel 1948 e nel 1960 è un bell'esempio di architettura ispano-moresca.
Caratteristico è il suq el-Fuki, lunga piazzetta dove si trovano i venditori di spezie, di stuoie, delle tipiche gallette "kesra" dei pasti marocchini ed i falegnami. Numerose sono le moschee con i loro minareti.

### Tamuda
A poca distanza da Tetuan si trovano le rovine dell'antica città di Tamuda i cui reperti degli scavi sono conservati nel museo archeologico di Tetuan. È ancora ben visibile il tracciato urbano di questo agglomerato urbano abitato nel III o II secolo da Berberi che intrattenevano rapporti economici con Cartagine. Venne distrutta dai Romani nel I secolo e trasformata nel II secolo in campo militare romano e dopo altri due secoli fu definitivamente abbandonata.

### Costa di Ghomara
Da Tetuan inizia la costa di Ghomara, il cui nome deriva dalla tribù berbera dei Ghomara che si convertì all'islamismo agli inizi dell'VIII secolo, partecipò alla rivolta contro il governatore di Tangeri e aderì al kharigismo, "eterodossia" islamica che per alcuni secoli conobbe una grande diffusione in Maghreb.
La costa, nonostante sia uno dei più bei tratti del litorale mediterraneo in cui si alternano pareti a strapiombo a piccole calette con villaggi di pescatori, è ancora poco abitata e poco frequentata dai turisti per la scarsità di attrezzature alberghiere e la difficoltà delle vie di accesso.
Tétouan è la base da cui partire per un interessante viaggio nel Rif che, fino alla indipendenza del Marocco era praticamente privo di strade percorribili con mezzi meccanici ed oggi è meglio servito, anche se la guida deve essere prudente a causa delle numerose curve stradali.

## Società
L'originaria popolazione della città discende dai profughi di al-Andalus, giunti nella regione in seguito alla Reconquista. In città, i musulmani andalusi e gli ebrei sefarditi hanno costituito per secoli una compatta maggioranza, mantenendo peculiarità culturali, linguistiche ed etniche, condivise con gli altri centri urbani della regione, in particolare con Chefchaouen, che distinguevano la città dalle regioni rurali circostanti, di cultura jbala. Ancora oggi, molti dei cognomi tipici della città sono cognomi di origine spagnola, quali Torres, Luqash, Ramiraz, Gharsia, Morarish, Raghun, Probi e Payis. Nei secoli, numerose famiglie notabili dal resto del Marocco si stabilirono in città per andare a costituire il makhzen cittadino, integrandosi con la borghesia locale. Nel XIX secolo, giunsero in città numerose famiglie notabili originarie dell'Algeria ottomana, in particolare dopo l'invasione francese.
Nel corso degli anni del protettorato spagnolo, numerosi cittadini spagnoli si stabilirono a Tétouan. La stragrande maggioranza di questi immigrati era originaria dell'Andalusia, in particolare dalle province di Cadice e di Malaga. La gran parte di questi era costituita di commercianti e artigiani e conviveva negli stessi quartieri dei marocchini. Nel 1918, risiedevano a Tétouan 3.418 spagnoli residenti in gran parte nel quartiere di El Rebat El Sefli, saliti a 25.101 unità nel 1940, componenti il 35,4% della popolazione della città. La maggior parte della comunità abbandonò Tétouan in seguito all'indipendenza del Marocco, nel 1956.
A partire dal XX secolo, la città divenne destinazione di un vasto esodo rurale dalle regioni settentrionali del Marocco. Il flusso di immigrati, costituito in larga maggioranza da jbala, ghomara e rifiani, generò un rapido sviluppo edilizio nella città nuova, in particolare nei distretti di Dersa, Mulay Hasan e Barrio Malaga.

### Comunità ebraica

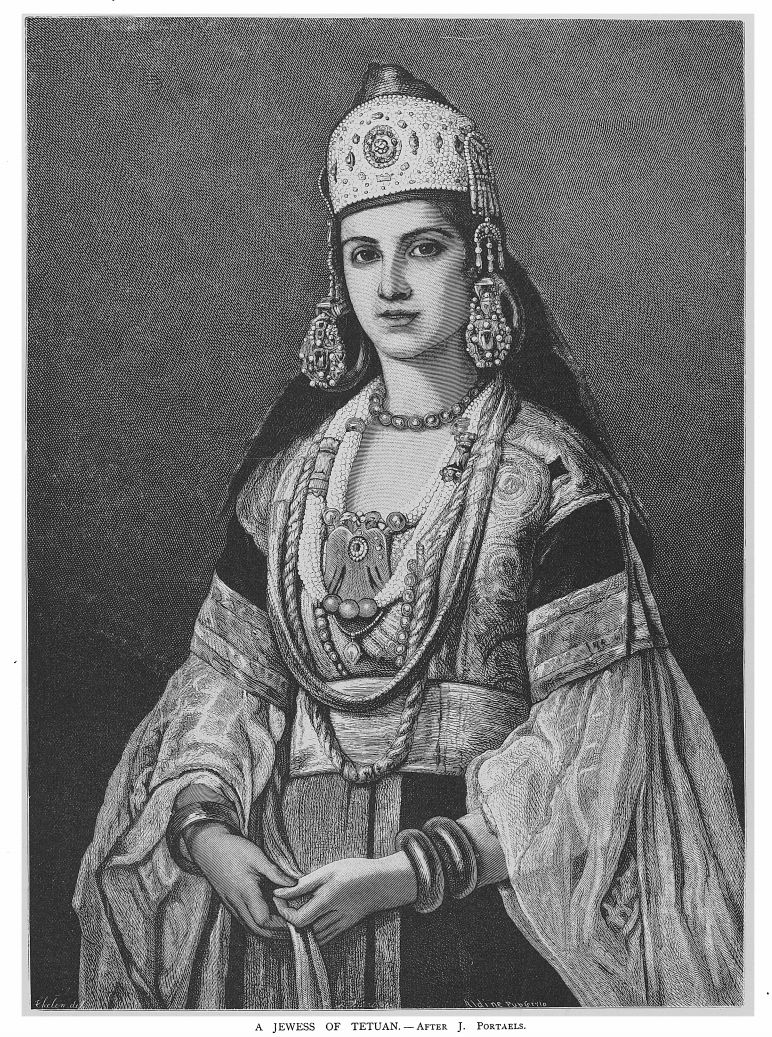
Ebrea di Tetuan, Jean-François Portaels, 1879

Tétouan è sede di un'antica comunità ebraica, che accolse nel XV secolo numerosi profughi sefarditi giunti in città insieme ai musulmani andalusi nell'ambito della Reconquista e in particolare dopo il decreto dell'Alhambra.
Una delle principali caratteristiche che distinguono gli ebrei di Tétouan è la lingua: quella di Tétouan è una delle poche comunità ebraiche marocchine a non essere tradizionalmente arabofona o berberofona, essendo di madrelingua haketia, variante locale della lingua giudeo-spagnola (assieme agli ebrei di Tangeri, Assila, Larache, Ceuta e Melilla).
Gli ebrei della città vivevano in maggioranza fino alla fine del XIX secolo nel proprio mellah, che a Tétouan veniva definito juderia. Tradizione tipica della comunità è la keswa kbira, variante locale del caffettano marocchino.
Nel corso del XIX secolo, importanti famiglie ebraiche della città stabilirono relazioni commerciali con Londra e con Gibilterra, città verso la quale molti emigrarono, divenendo una delle componenti principali della comunità ebraica gibilterrina. A partire dal 1850, la comunità, che contava circa 10.000 membri, attrasse l'interesse di attori occidentali. Nel 1862 venne inaugurata la prima scuola dell'Alleanza israelitica universale in Marocco. Molti ebrei della città emigrarono nel corso della seconda metà del XIX secolo verso la vicina Algeria francese, stabilendosi principalmente ad Orano.
Nel corso degli anni del protettorato spagnolo, gran parte della comunità ebraica tetuani si integrò con la comunità spagnola immigrata. Figura emblematica della comunità fu Samuel Daniel Levy, che fondò la prima scuola femminile in Marocco nel 1900. La comunità contava 6.000 unità nel 1951.
Negli anni 1960, la maggior parte della comunità ebraica abbandonò la città, principalmente per raggiungere l'America meridionale e Israele. Oggi, rimangono in città alcune famiglie ebraiche che gestiscono la sinagoga Isaac Ben Walid.

### Lingue e dialetti
Il dialetto arabo tipico di Tétouan è di tipo pre-hilalico ed ha subito una profonda influenza dall'arabo andaluso, dalla lingua spagnola, nonché dai dialetti jbala. La locale comunità musulmana andalusa conservò l'uso della lingua spagnola fino alla prima metà del XVII secolo, mentre quella ebraica lo ha mantenuto fino al XXI secolo nella forma haketia.
L'immigrazione rurale ha alterato lo scenario linguistico della città, portando alla diffusione dell'arabo jebli e del berbero rifano (i berberofoni compongono l'8% della popolazione), mentre il tradizionale dialetto urbano ha vissuto a partire dagli ultimi decenni del XX secolo un processo di omogeneizzazione che lo ha portato a perdere molte delle sue caratteristiche distintive per livellarsi sempre più ai dialetti jbala e alla koinè araba marocchina, dominante nei mezzi di comunicazione di massa, pur mantenendo però, a differenza di quanto avvenuto in molte altre città del Marocco, caratteristiche pre-hilaliche.

## Galleria d'immagini

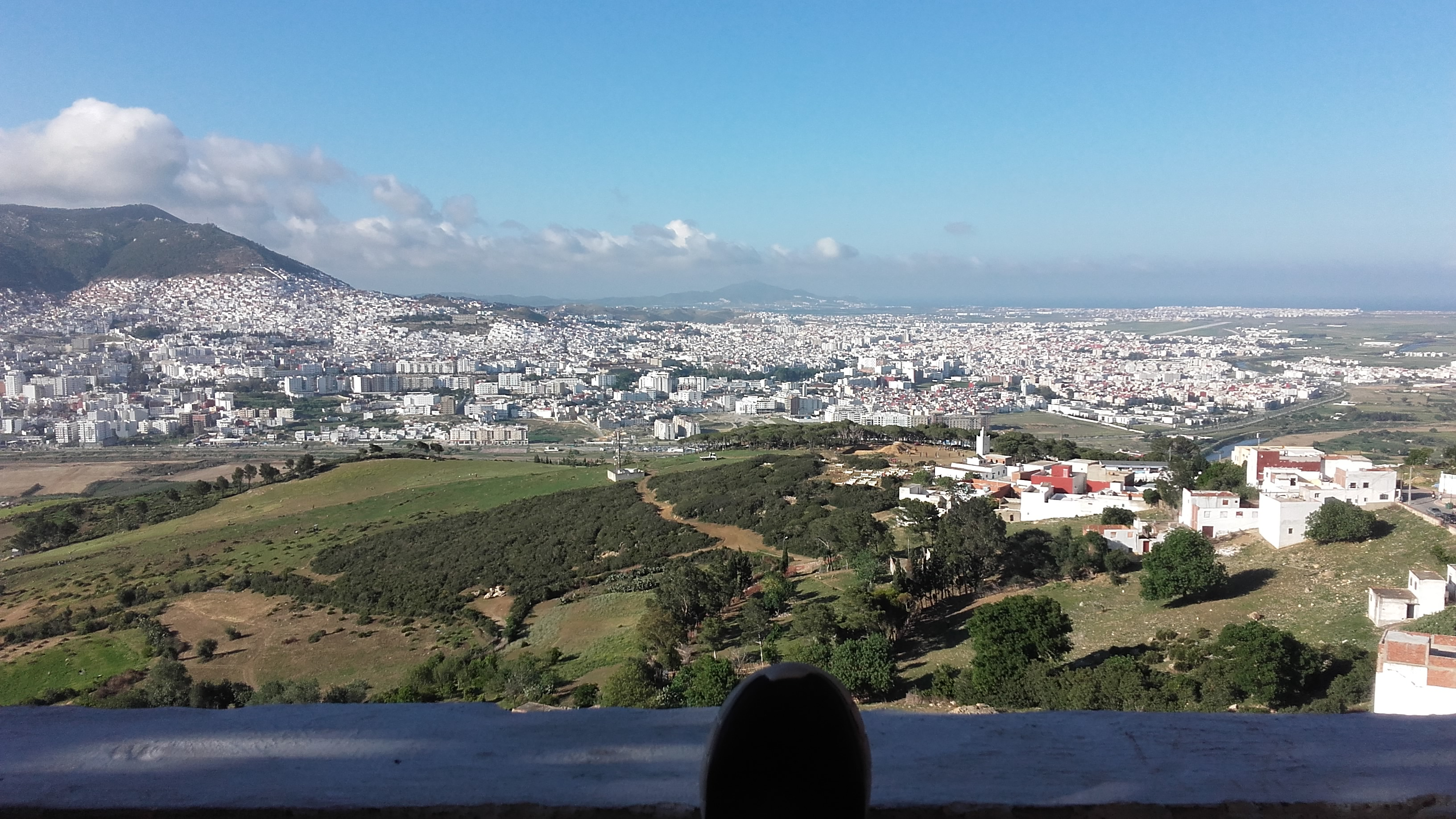
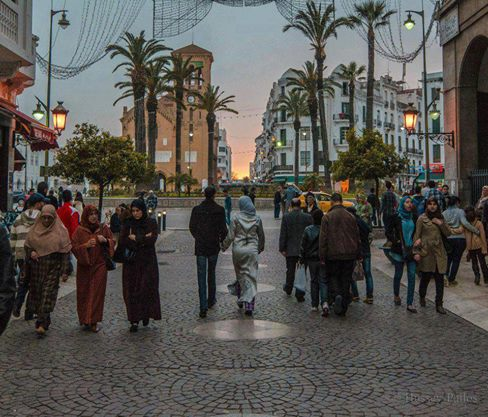
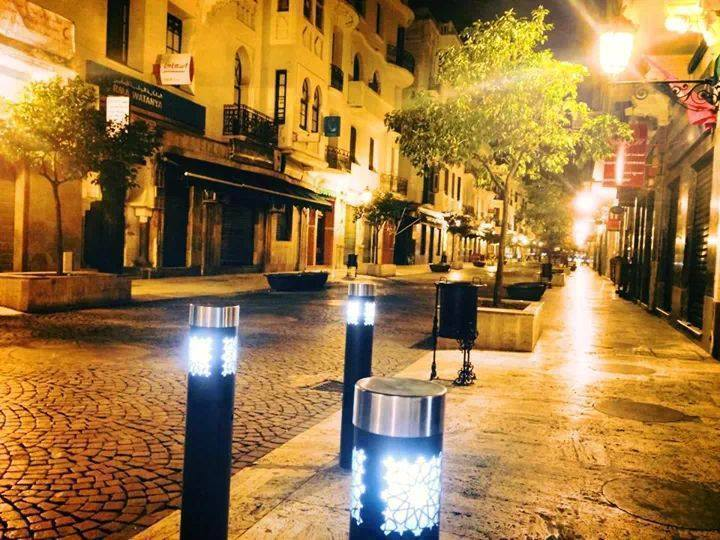
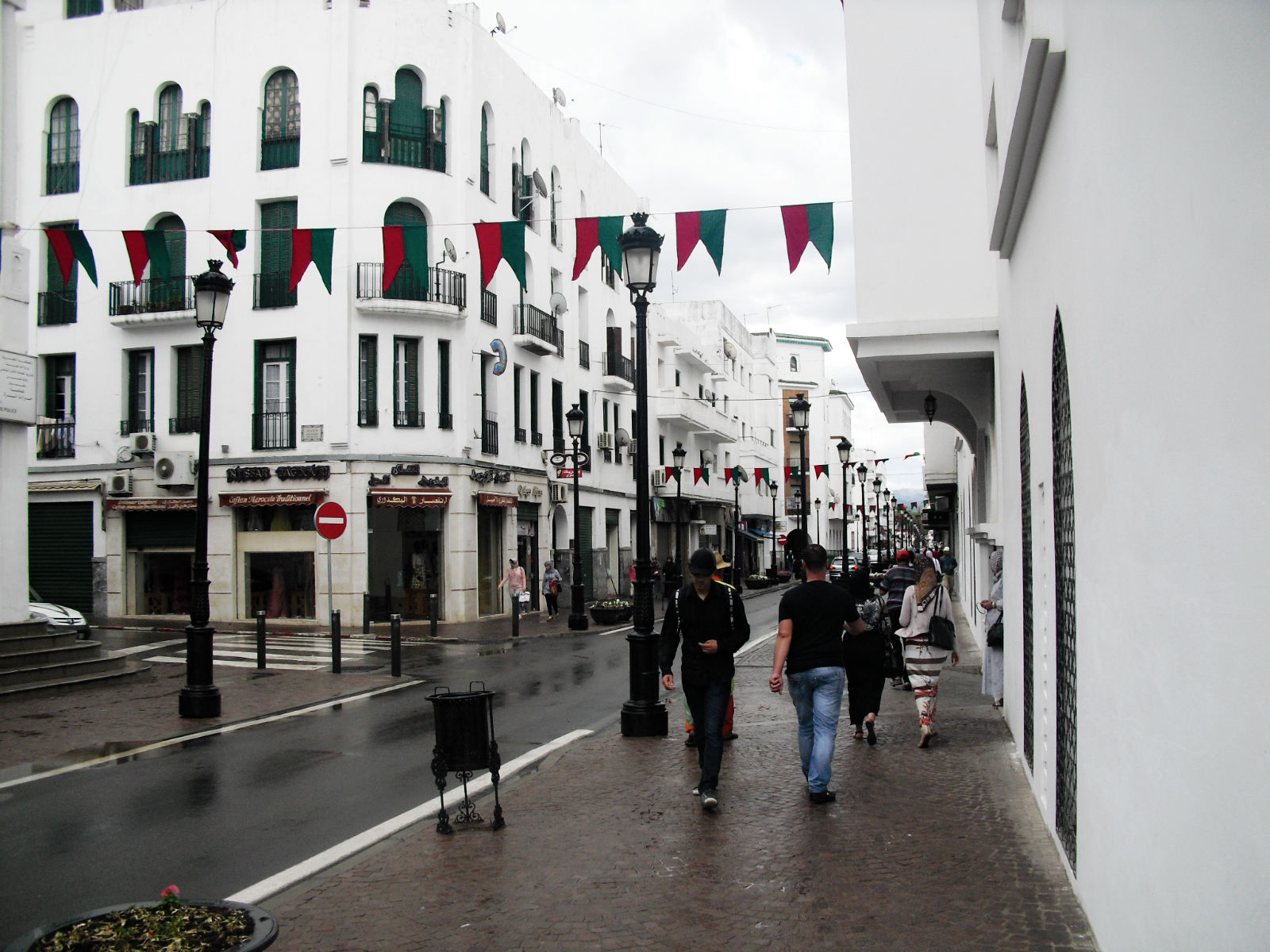
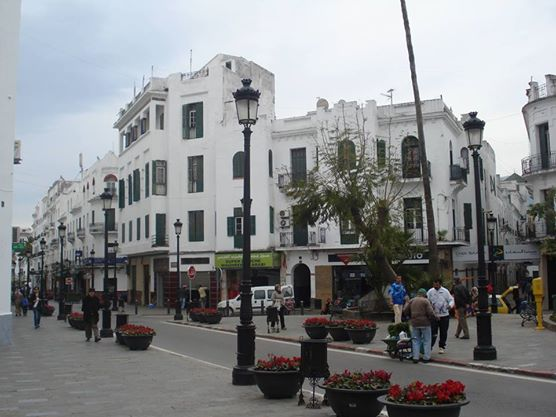
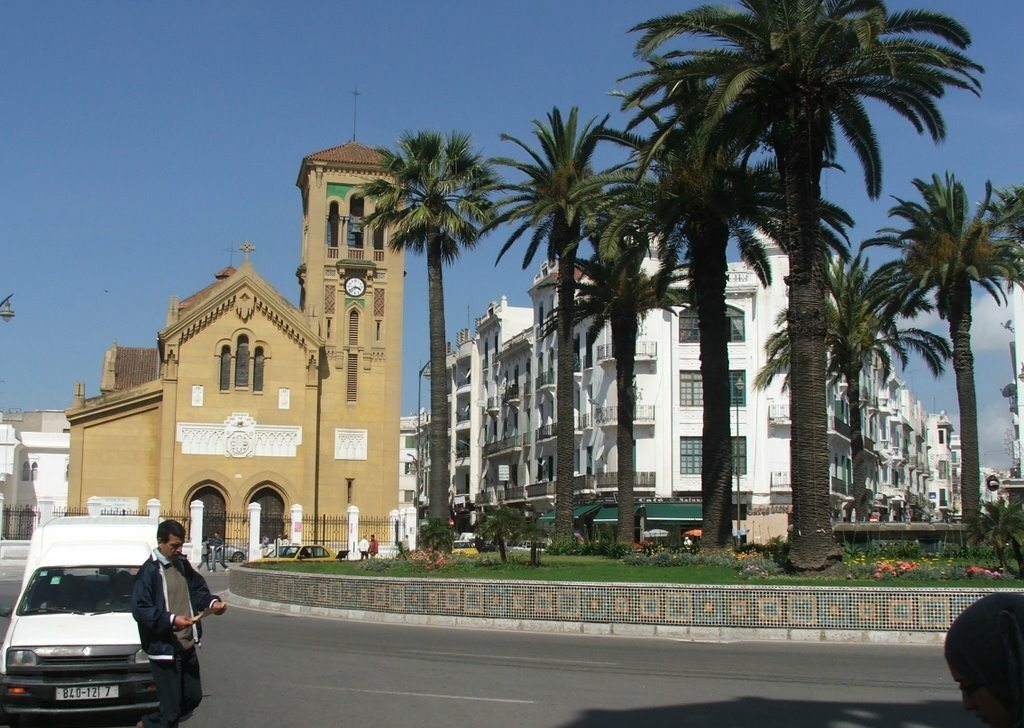
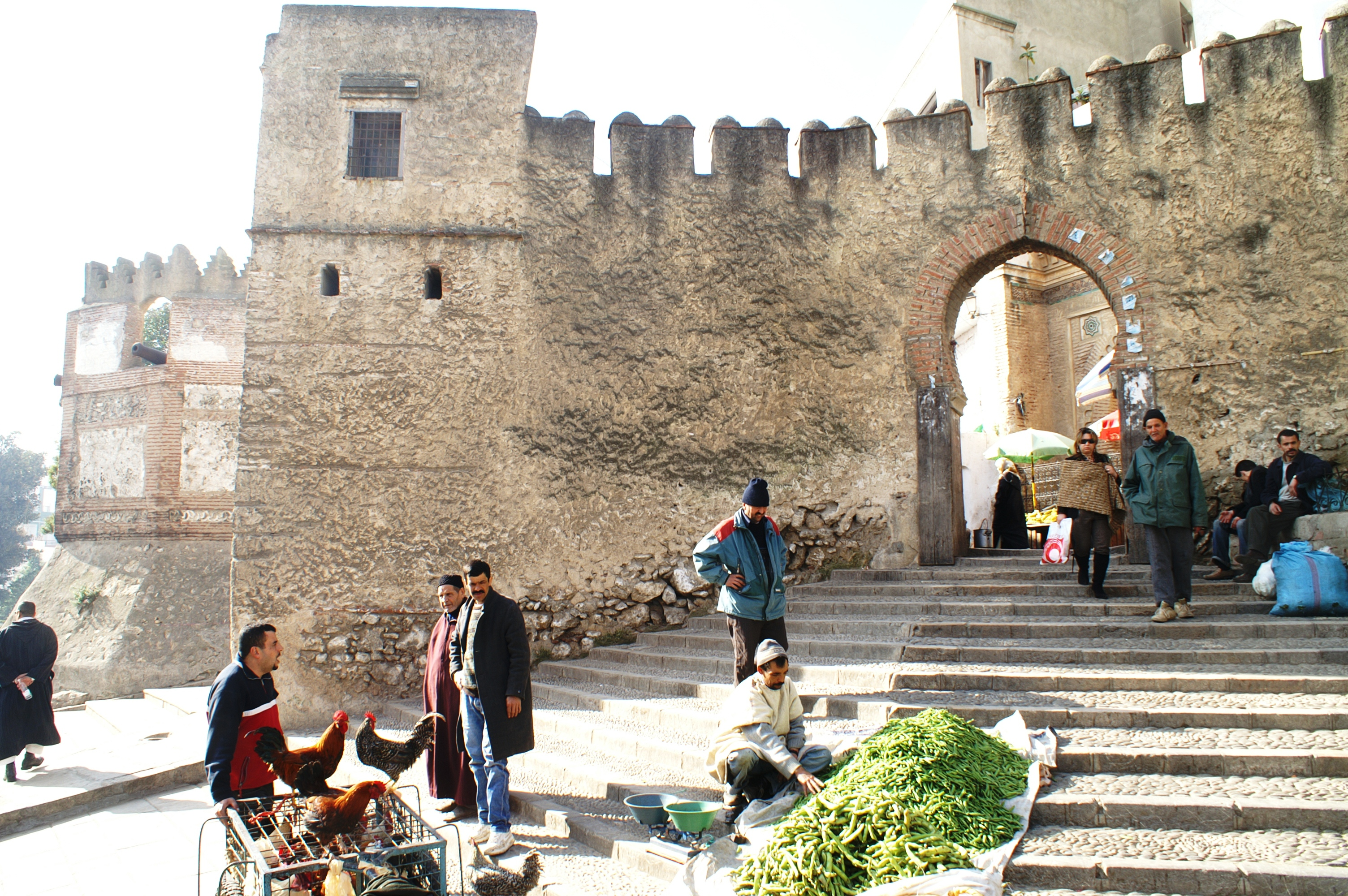
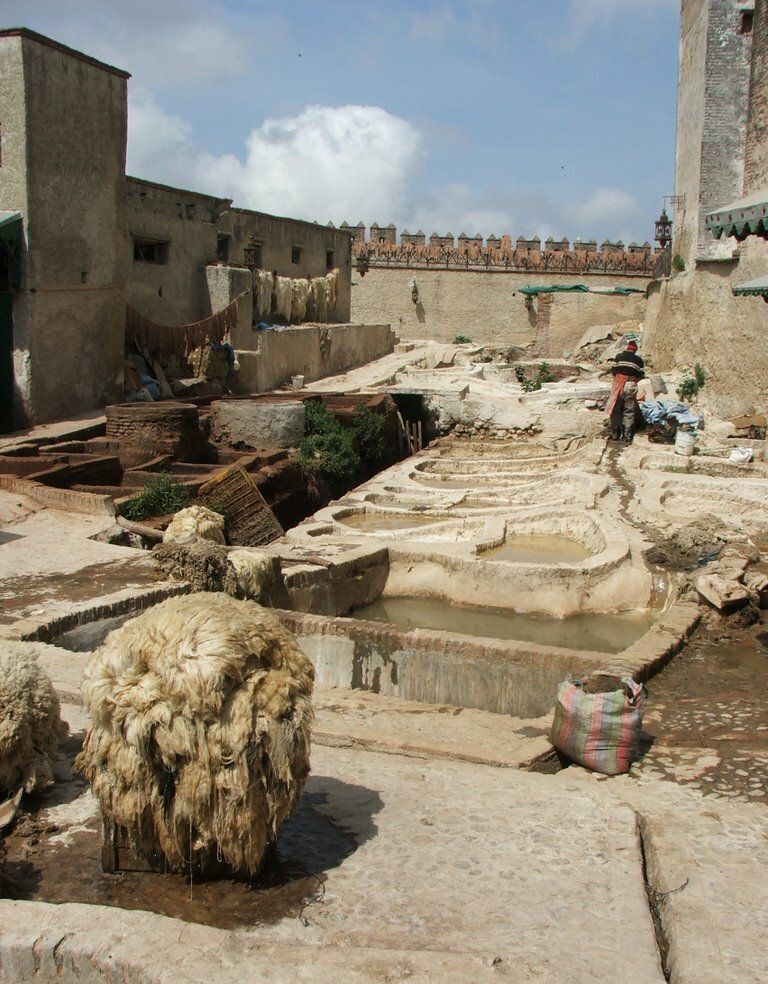
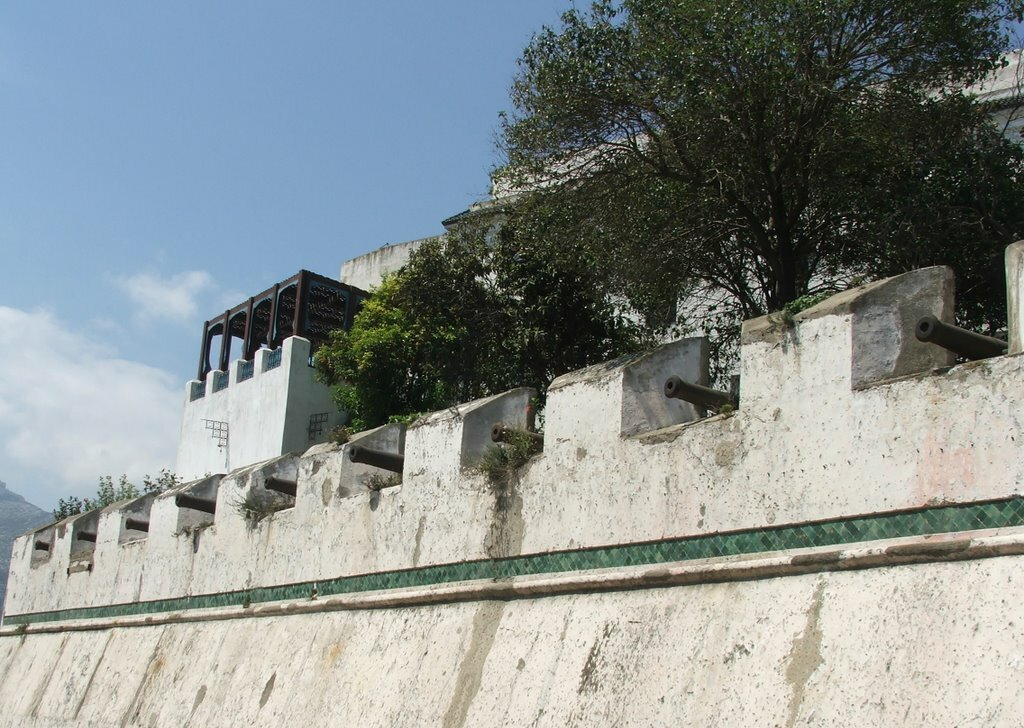
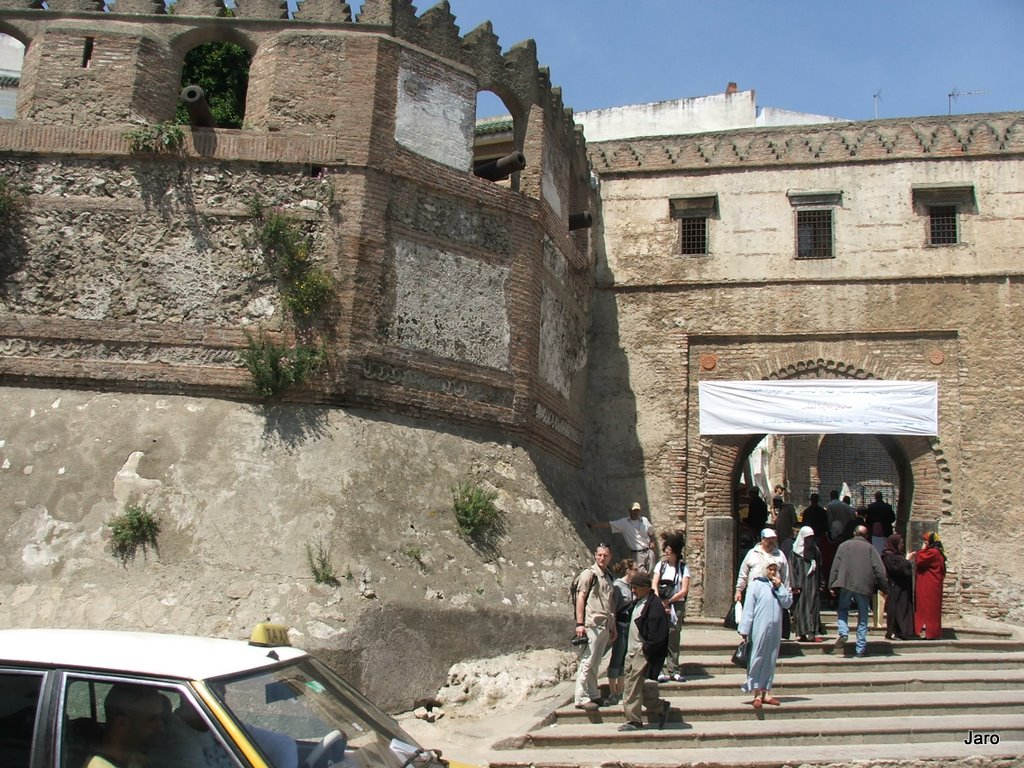
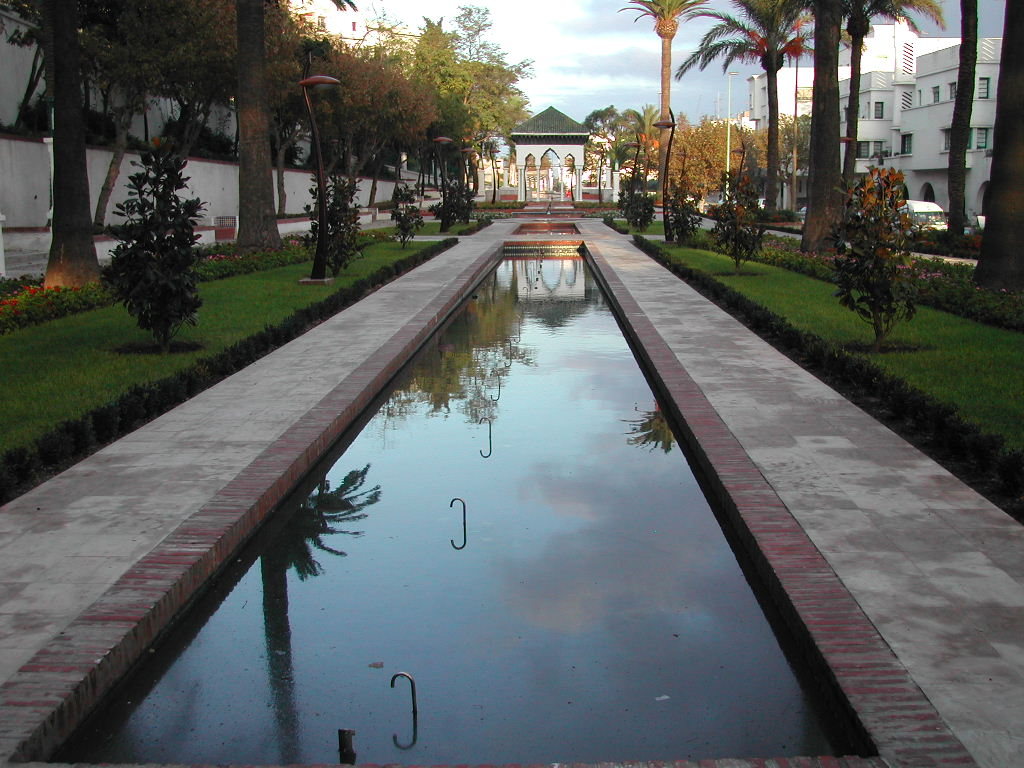
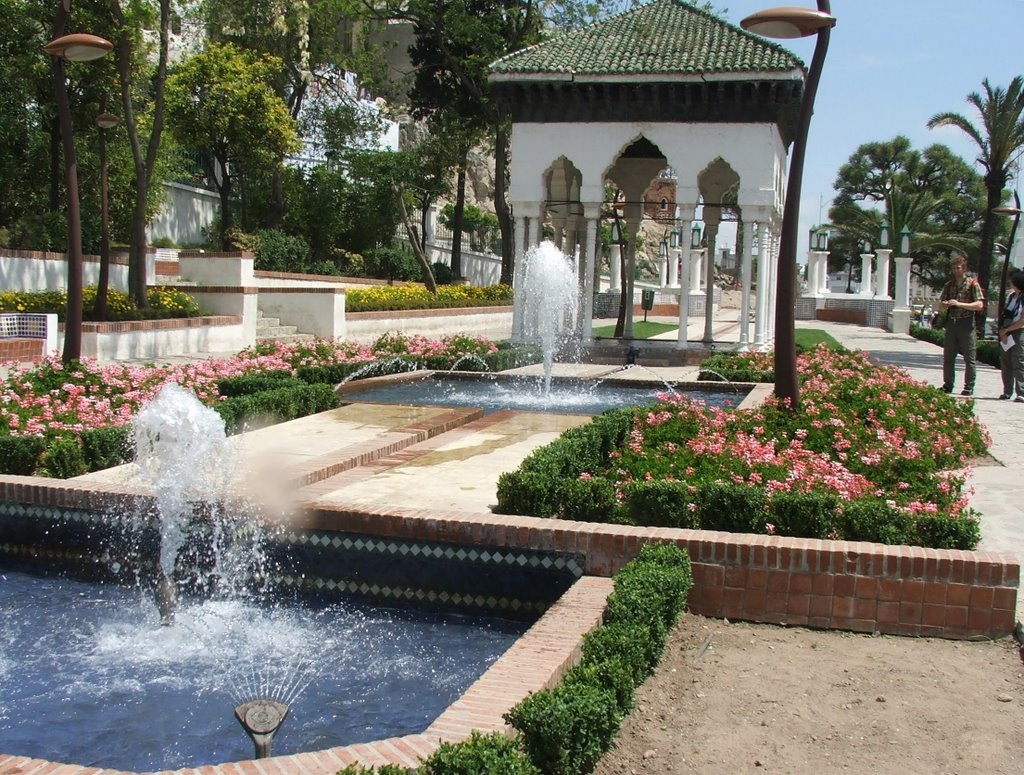
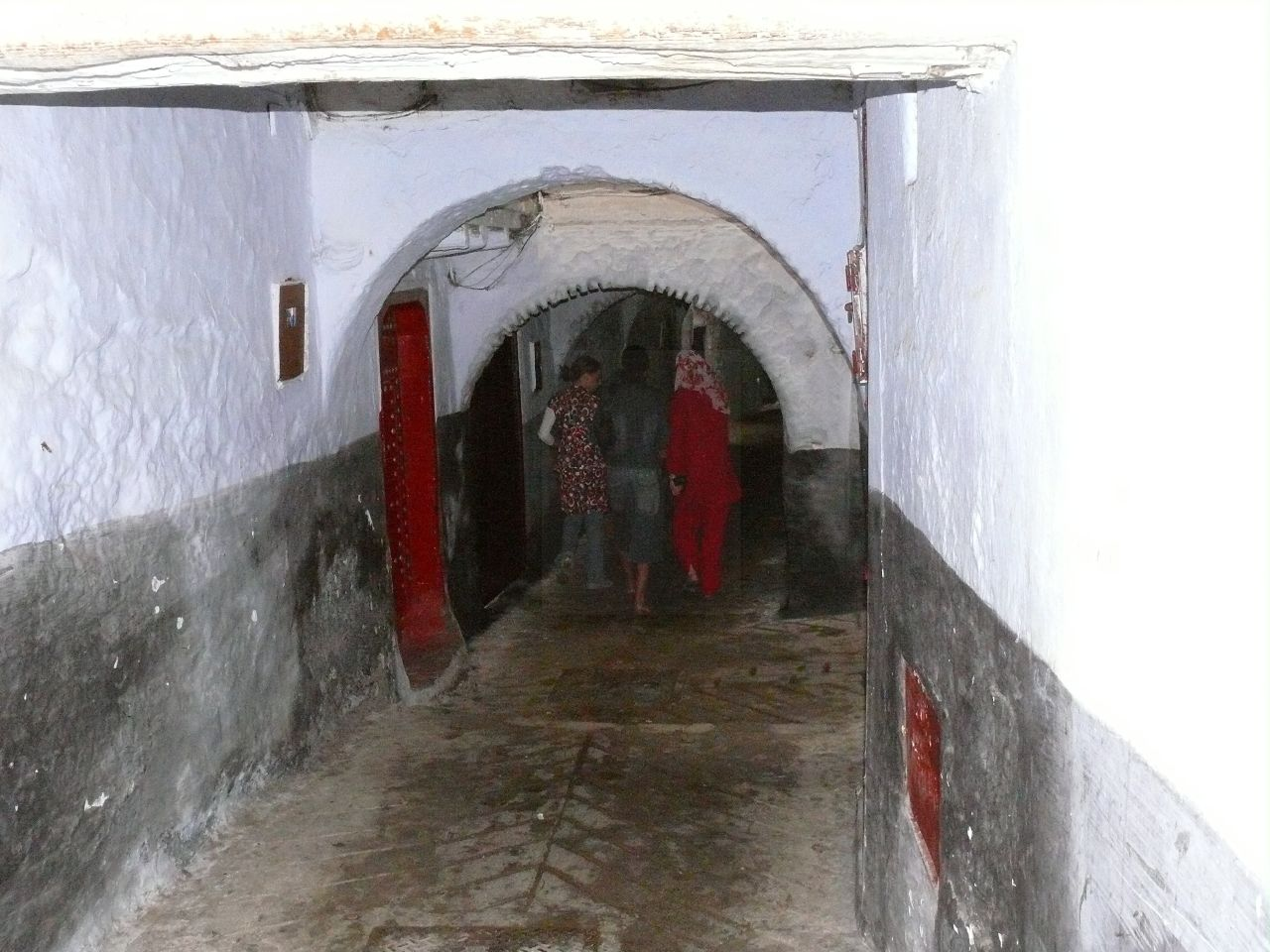
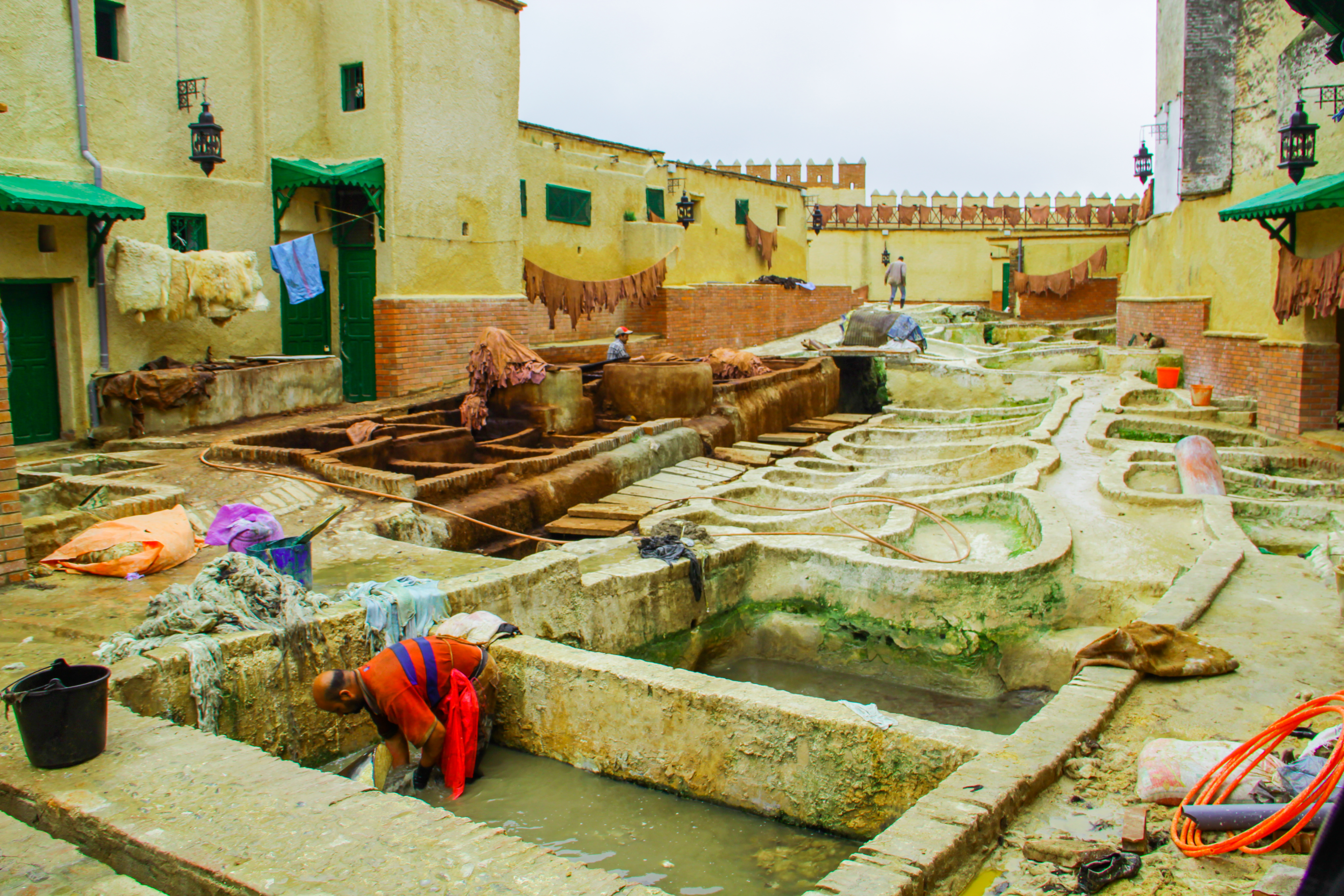

## Amministrazione

### Gemellaggi
- Santa Fe